# هانکو
هانکو (سوئدی: Hangö) یکی از شهرهای فنلاند است.